# دونالد س. باركر
دونالد س. باركر (بالإنجليزية: Donald C. Parker)‏ هو عالم فلك أمريكي، ولد في 28 يناير 1939، وتوفي في 22 فبراير 2015.